# Stanisław Syrewicz (prawnik)

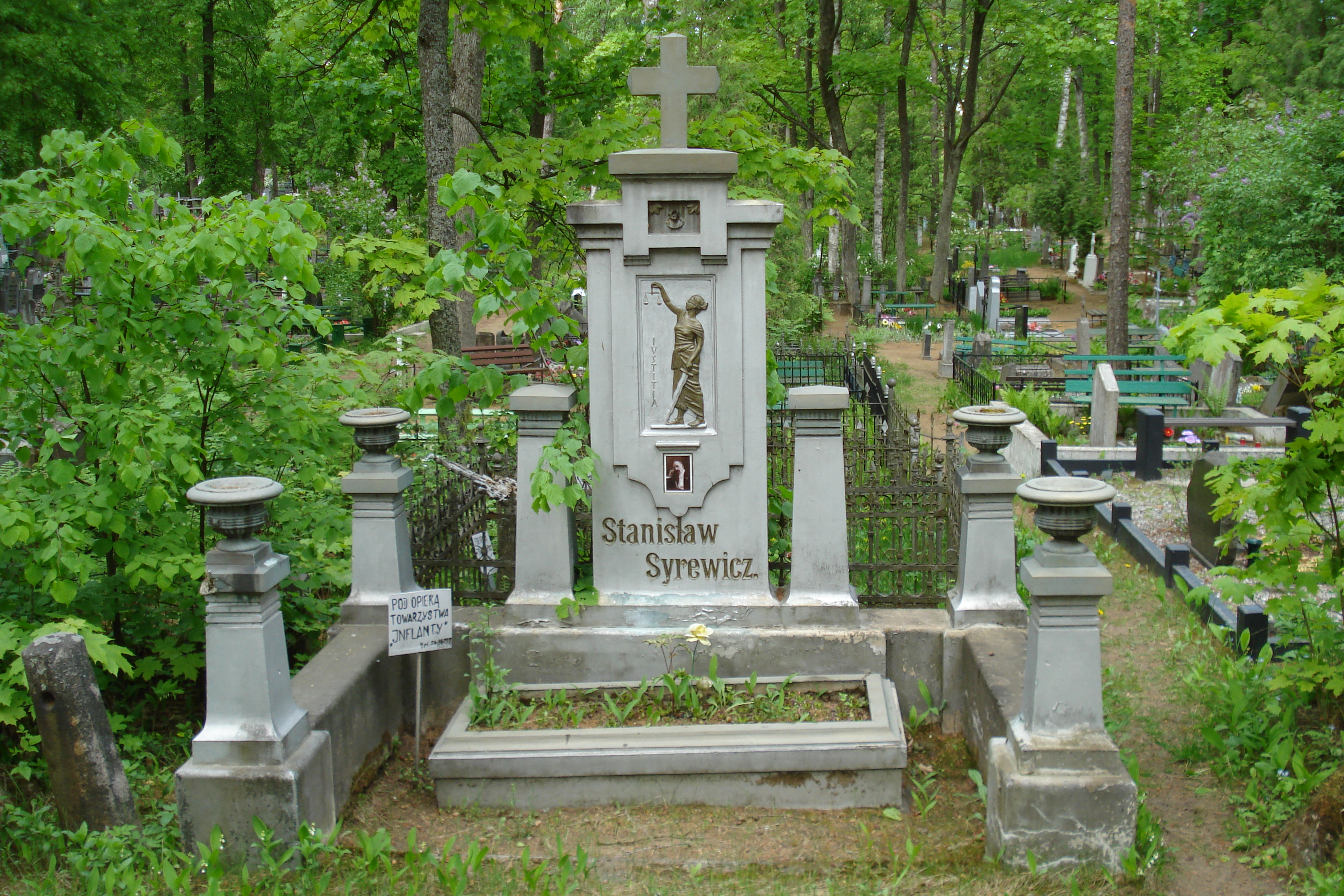
Grób Stanisława Syrewicza

Stanisław Syrewicz, Staņislavs Sirevičs (ur. 16 lutego 1858 w Nowoaleksandrowsku, gubernia kowieńska, zm. 7 lipca 1926 w Rydze) – polski prawnik i urzędnik konsularny.
W czasie okupacji niemieckiej w 1918 był prokuratorem dystryktu Dyneburga. Po operacji dyneburskiej podjął tamże praktykę adwokacką (1920-1926). Jednocześnie władze polskie powierzyły mu pełnienie funkcji pierwszego kierownika urzędu konsularnego RP w randze agenta konsularnego w Dyneburgu (1920-1921), pozostając później doradcą prawnym konsulatów w Rydze i Dyneburgu. W 1924 wybrany został szefem miejscowej Izby Adwokackiej. W 1925 kandydował do rady miasta Dyneburga z katolickiej listy polskich organizacji pozarządowych i rolników.
Pochowany na cmentarzu katolickim w Dyneburgu.